# Philo-Verlag

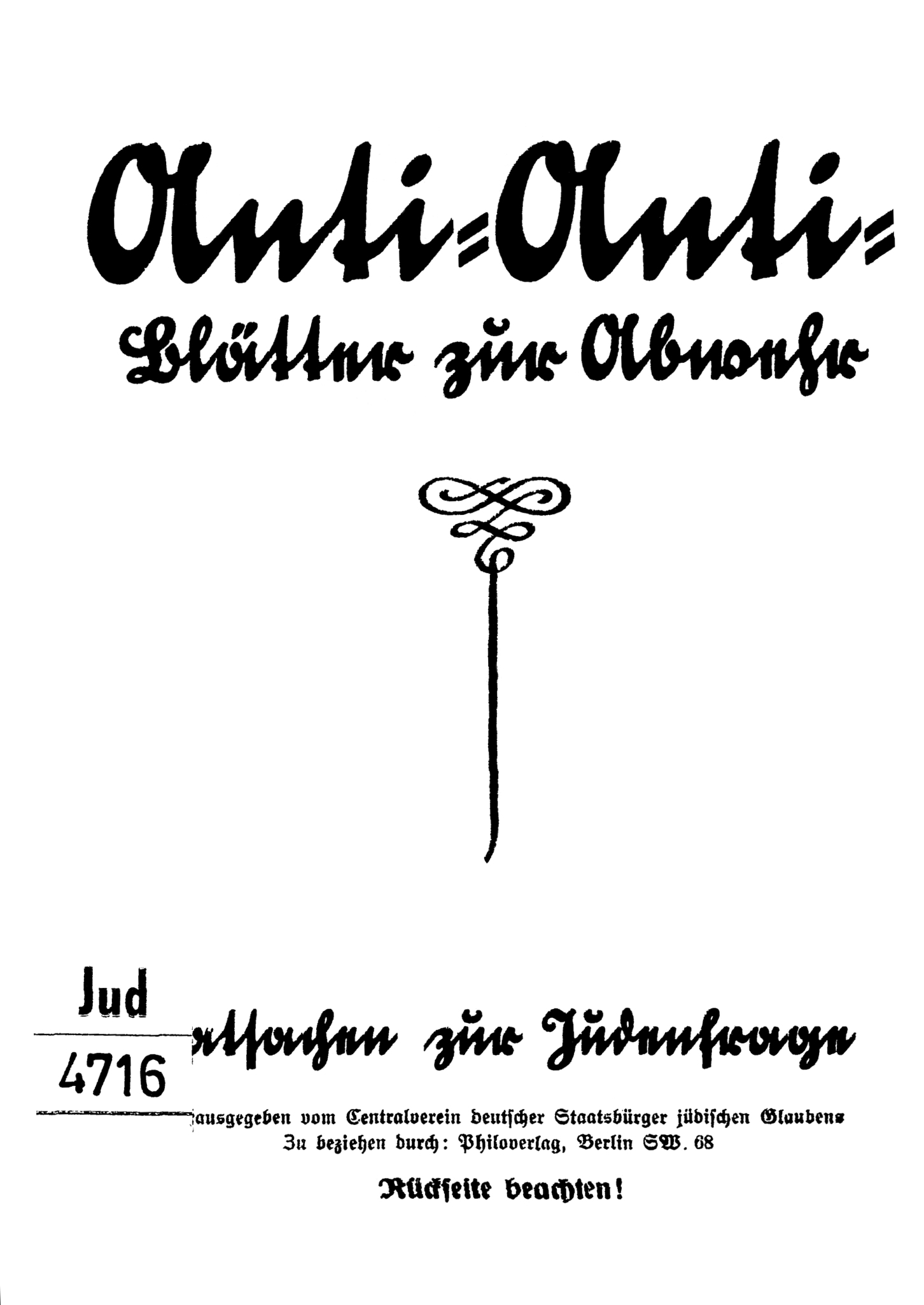
Anti-Anti-Blätter zur Abwehr –Tatsachen zur Judenfrage (1924)

Philo-Verlag a fost o editură germană, fondată în 1919 de către Central-Verein deutscher Staatsbürger jüdischen Glaubens (C. V.) și închisă în 1938 de către autoritățile Germaniei Naziste. Numele editorului a fost reactivat în 1996, fără a avea însă o succesiune juridică.

## Istoric

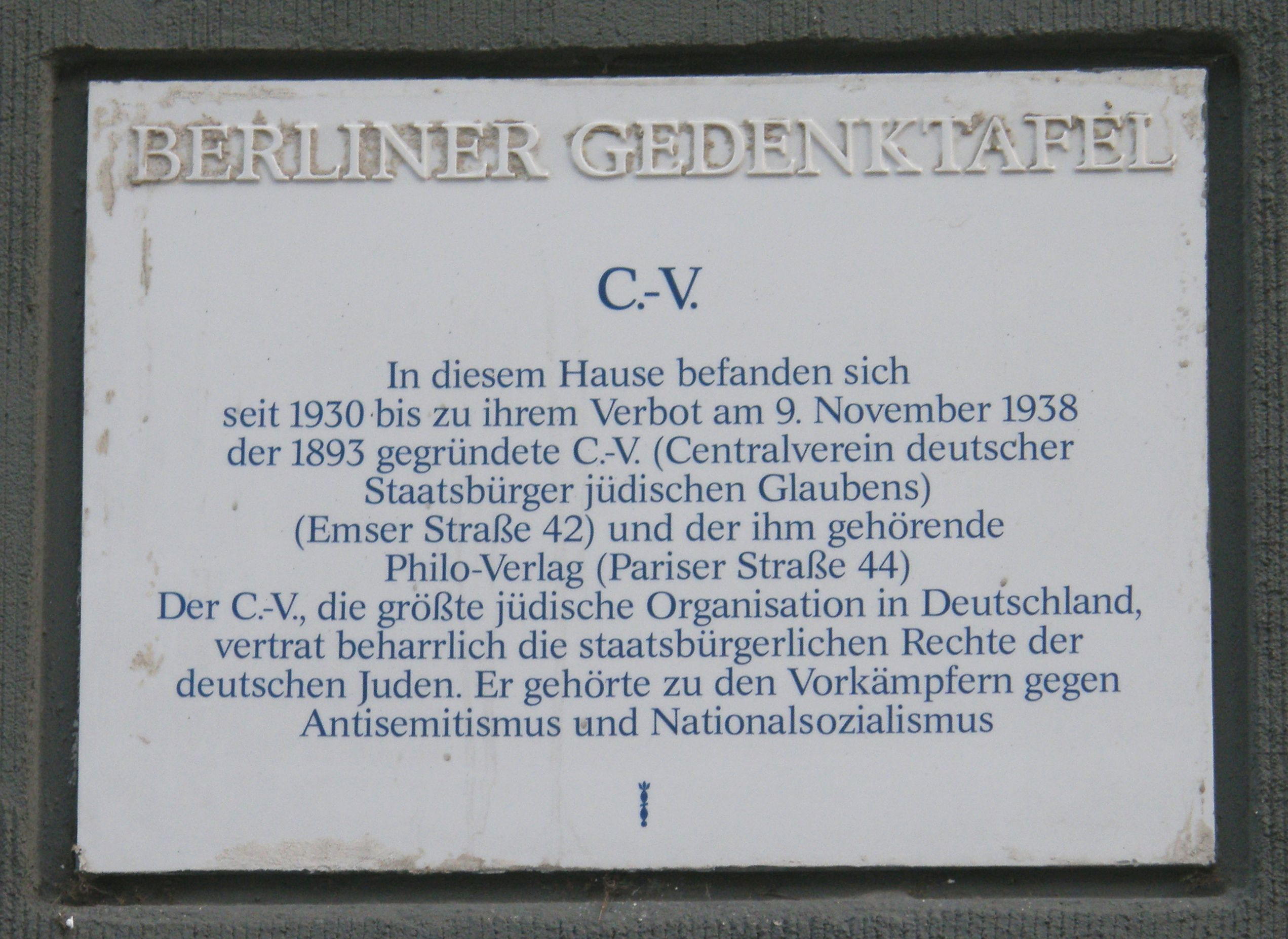
Placă memorială pe fostul sediu al C. V. în Berlin-Wilmersdorf, Pariser Straße 44

Asociația evreiască C.V., fondată în 1893, a încercat o emancipare evreiască completă fără asimilare în societatea germană. Ea a încercat să promoveze în societatea germană o înțelegere a iudaismului și s-a opus creșterii antisemitismului în Germania. C.V. s-a remarcat prin publicațiile sale sioniste, care au fost publicate de Jüdischen Verlag înființată în 1902. C.V. a publicat un număr din ce în ce mai mare de reviste și broșuri, care au fost plasate la edituri terțe sau comandate companiilor tipografice. 
Editura a fost fondată după adunarea generală anuală a C. V. în mai 1919.  Un rol decisiv l-a avut în primul rând criza economică de după Primul Război Mondial care a determinat reducere costurilor de producție și de distribuție a propriilor sale broșuri, iar pe de altă parte numărul mare de broșuri și pliante antisemite publicate la începutul crizei politice a Republicii de la Weimar care tulburau populația.
Editura și librăria, înființată simultan, se aflau inițial în clădirea C. V. de pe Lindenstraße nr. 13 din Berlin-Kreuzberg, iar din 1930 s-au mutat într-un sediu mai mare de pe Emser Straße 42 și au avut activități mai independente ca urmare a distanței spațiale. În iunie 1933, librăria a fost relocată din motive de securitate din cauza atacurilor național-socialiste într-o clădire de pe Pariser Straße 44 din Wilmersdorf.
Editorul a publicat revista Der Morgen (1925-1938) ce a apărut odată la două luni începând cu anul 1925, care a fost inițial redactată de Julius Goldstein (1873-1929), iar din 1929 un „Neue Folge” al Zeitschrift für die Geschichte der Juden in Deutschland (1929-1937), îngrijită științific de Ismar Elbogen, Aron Freimann și Max Freudenthal.
În cei 20 de ani de existență editura a publicat aproximativ 200 de cărți și broșuri ale scriitorilor evrei și neevrei, dintre care aproximativ 160 înainte de anul 1933. Cea mai publicată, cu șapte ediții și 40.000 de exemplare tipărite, a fost broșura Anti-Anti. Tatsachen zur Judenfrage (1924).

## Perioada național-socialistă
După ascensiunea la putere a național-socialiștilor în 1933, condițiile de viață ale evreilor din Germania s-au schimbat și, împreună cu acestea, condițiile de asociere și de publicare.
După pogromul din Noaptea de cristal editura a fost închisă de statul german pe 10 noiembrie 1938. Jüdische Kulturbund  a trebuit să renunțe la toate editurile evreiești. Activitatea Ligii culturale a fost încheiată forțat în 1941, iar evreii germani rămași au fost deportați în lagăre de concentrare.

## Philo-Verlag din 1996
În Republica Federală Germania Philo-Lexikon a fost retipărit în 1982 de către nou-înființata Jüdischen Verlag. O editură Philo-Verlag a fost înființată în anul 1996, dar, cu excepția denumirii, avea puține lucruri în comun cu editura predecesoare. În 1999 a fost tipărit un Philo-Atlas cu un comentariu științific amplu realizat de Susanne Urban-Fahr.